# Pablo Sánchez de Buitrago y Benavente

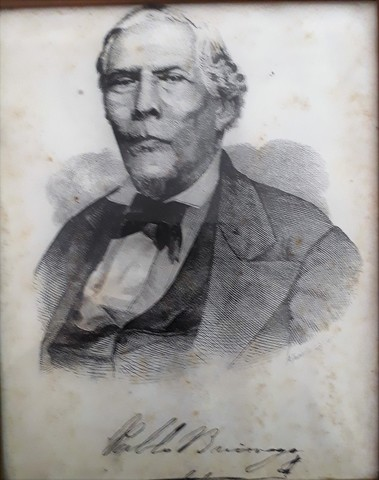
Pablo Sánchez de Buitrago y Benavente

Pablo Sánchez de Buitrago y Benavente (* 1800 in Granada (Nicaragua); † 1852 ebenda) war vom 4. März 1841 bis zum 1. April 1843 Director Supremo (Staatschef) von Nicaragua.

## Leben
Ein zweites Gesetz über die Staatsorgane wurde 1838 erlassen und schuf das Amt des Supremo Director mit einer Amtszeit von zwei Jahren. Pablo Buitrago bekleidete als erster das so sanktionierte Amt. Von 1841 bis 1843 wurden die ersten Wahlen durchgeführt, welche der Verfassung von 1838 entsprachen. Pablo Buitrago wurde von drei Vierteln der insgesamt 290 Wähler gewählt. Am 4. März 1841 erließen zwei gesetzgebende Kammern ein Gesetz, dass er verfassungsmäßig gewählt worden sei. Als erste Amtshandlung ersetzte er den von Patricio Rivas eingesetzten Francisco Castellón Sanabria auf dem Posten des Generalministers durch Simon Orozco, den Buitrago leichter kontrollieren konnte. Buitrago reagierte auf eine Nachricht von José Francisco Morazán Quezada aus San Miguel mit Hohn und als Morazán später Regierungschef in Costa Rica wurde, wollte er Buitrago zwei Kommissare zur Seite stellen, welche Buitrago sich weigerte anzuerkennen. Dieses Verhalten gegenüber der Politik des liberalen Morazán wurde mit Wohlwollen von der konservativen Regierung in Guatemala zur Kenntnis genommen. In seiner Regierungszeit wurde José Francisco Morazán Quezada von der Partido Liberal in Costa Rica Präsident. Juan José Guzmán aus El Salvador brach daraufhin die diplomatischen Beziehungen zu Costa Rica ab und bildete als antiliberales Bündnis 1842 die Confederación de Centroamérica mit den Regierungen der Partido Conservador Francisco Ferrera in Honduras und Pablo Sánchez de Buitrago y Benavente in Nicaragua. Die Vereinbarungen aus diesem Bündnis wurden später als Begründung für den Guerra de Malespín vorgebracht.

## Representación Nacional de Centroamérica
Am 8. November 1849 vereinbarten die Regierungen von Nicaragua, El Salvador und Honduras in León (Nicaragua) den Pacto de Confederación. Die Vertretung dieses Staatenbundes tagte am 9. Januar 1851 in Chinandega. Vertreter waren Pablo Buitrago Benavente, Justo Abaunza y Muñoz de Avilés und Hermenegildo Zepeda Fernández für Nicaragua, José María Guerrero de Arcos y Molina für Honduras, José Francisco Barrundia y Cepeda und José María Silva für El Salvador.
Das Gremium wählte sich Hermenegildo Zepeda Fernández als Präsidenten, José María Silva als ersten Sekretär und Pablo Buitrago Benavente als zweiten Sekretär.